# Сонине
Со́нине — село в Україні, у Попельнастівській сільській громаді Олександрійського району Кіровоградської області. Населення становить 91 осіб.

## Населення
Згідно з переписом УРСР 1989 року чисельність наявного населення села становила 184 особи, з яких 73 чоловіки та 111 жінок.
За переписом населення України 2001 року в селі мешкало 136 осіб.

### Мова
Розподіл населення за рідною мовою за даними перепису 2001 року:
| Мова       | Відсоток |
| ---------- | -------- |
| українська | 98,53 %  |
| російська  | 1,47 %   |